# Josef Vinklář
Josef Vinklář (n. 10 noiembrie 1930, Podůlší⁠(d), Republica Socialistă Cehă, Cehoslovacia – d. 18 septembrie 2007, Praga, Cehia) a fost un actor ceh, membru al Teatrului Național. A fost căsătorit cu actrița cehă Jana Dítětová⁠(d) și de două ori cu actrița Ivanka Deváta.

## Biografie
S-a născut într-o familie de zidari. A avut un frate mai mare, Zdenek. A locuit în Smíchov din Praga încă din copilărie.
Este născut la 10 noiembrie 1939, dar când preotul paroh i-a eliberat un duplicat al certificatului de naștere în 1946, a confundat data nașterii lui cu a fratelui său și a dat data nașterii incorectă ca 14 noiembrie.
După absolvirea gimnaziului, s-a alăturat unui curs de predare de un an (1945) și, simultan, a început să joace în ansamblul radio pentru copii Disman. În 1945, a fost actor invitat la Teatrul de Satiră și a jucat acolo în sezonul 1945/1946. În anii 1946–1948 a fost angajat de Jan Werich în teatrele Voskovec și Werich, apoi a lucrat la Teatrul Boemia de Est din Pardubice (1948–1950).
Din august 1950 până în iulie 1983,  a jucat o serie de roluri dramatice în Teatrul Realist din Praga condus de Zdeněk Nejedlý⁠(d) (cu excepția anilor 1951-1953, când a absolvit serviciul militar obligatoriu). Între 1981 și 1983, a fost invitat al Teatrului Național și de la 1 august 1983 a devenit membru cu drepturi depline. A fost ulterior invitat la diferite teatre, de exemplu în 1996, la Teatrul Vinohrady, într-o piesă de Friedrich Dürrenmatt, Vizita bătrânei doamne (în cehă: Návštěva staré dámy).
A jucat sute de roluri de film și teatru. Printre cele mai cunoscute roluri de televiziune se numără inspectorul Bouše din serialul Hříšní lidé města pražského⁠(d) (Oameni păcătoși din orașul Praga) și Panoptikum Města pražského și doctorul Cvach din serialul de televiziune Nemocnice na kraji města⁠(d) (Spitalul de la marginea orașului).
A fost căsătorit de trei ori – prima dată cu actrița Jana Dítětová⁠(d). Cu ea a avut un fiu, Jakub Vinklář (*1955), pictor și artist. Și apoi s-a căsătorit de două ori cu actrița Ivanka Deváta. Au avut un fiu, Adam Vinklář (*1970).
În 2000, a primit premiul František Filipovský⁠(d) pentru munca de o viață în dublaj. Și-a publicat propria biografie, Pokus o kus pravdy (O încercare de a găsi adevărul).
Josef Vinklář a decedat la 18 septembrie 2007 în spitalul Vinohrady din cauza cancerului pulmonar, la vârsta de 76 de ani. A fost înmormântat la cimitirul din Libuň⁠(d).

## Filmografie (selecție)
- Nezbedný bakalár (1946) - Martínek
- Predtucha (1947) - Václav Jelínek
- Nikola Suhaj (1947) - Herdsman
- Az se vrátís (1948) - Boy on Motorcycle
- Vítezná kridla (1951) - Vláda
- Mladá láska (1954) - Jirka
- Dnes vecer vsechno skoncí (1955) - Milan Pazdera
- Větrná hora⁠(d) (1956) - Antonín Homolka
- The Unconquered⁠(d) (1956) - Pvt. Mirek
- Silvery Wind⁠(d) (1956) - Valenta
- Dracul păcălit (1957) - Lucius
- Roztrzka (1958) - A Man Dancing in the Bar
- Rocník 21⁠(d) (1958) - Olin
- Cesta zpátky (1959) - Dan Cihák
- 1959 105% alibi (105 % alibi), regia Vladimír Čech - Jirka Broz, Karluv kamarád
- 1959 Prințesa cu stea în frunte - Cookie Janek
- Smyk (1960) - Kubes
- Policejní hodina (1961) - Werner
- Pohled do ocí (1961) - Petr Valenta
- Zámek pro Barborku (1963) - Karel Poustka
- Transport from Paradise⁠(d) (1963) - Vágus
- The Fifth Horseman Is Fear⁠(d) (1965) - velitel civilní obrany Vlastimil Fanta
- Atentát⁠(d) (1965) - rotný Karel Vrbas
- Transit Carlsbad (1966) - Carter
- Královský omyl (1968) - Heidenreich
- Dábelské líbánky (1970) - Police Officer
- Penicka a Paraplícko (1971) - inspektor Josef Bouse
- Logodnica frumosului dragon (1971) - inspektor Josef Bouse
- Vrazda v hotelu Excelsior (1971) - inspektor Josef Bouse
- The Death of Black King⁠(d) (1972) - inspektor Josef Bouse
- Oáza (1972) - Nowak
- Kronika zhavého léta (1973) - Filip Tymes
- Jakou barvu má láska (1974) - Mácha (voce)
- Tam, kde hnízdí čápi⁠(d) (1975) - Fabián
- Všichni proti všem⁠(d) (1977) - Dedara
- Hop – a je tu lidoop⁠(d) (1978) - Butcher Turecek
- Zrcadleni (1978) - Viktor
- Stopar (1978) - Jirí Dusek
- Pod Jezevci skalou (1978) - lesní delník zvaný Hromotluk
- Pumpari od Zlaté podkovy (1979) - Vávra
- Skandál v Gri-Gri baru (1979) - séfredaktor Práva lidu Foltýn
- Taina orașului (1979) - Profesor chemie Eric Janus
- Vrazedné pochybnosti (1979) - Capt. Kolousek
- Pan Vok odchází (1979) - Simon
- Concert at the End of Summer⁠(d) (1980) - Antonín Dvorák
- Pátek není svátek (1980) - Masér
- Kdo prichází pred pulnocí (1980) - recidivista Roman Kratochvíl
- Tajemství dáblovy kapsy (1980) - Stockinger
- Hra o královnu (1981) - Milota of Dedice
- Ta chvíle, ten okamžik⁠(d) (1981) - Novák
- V podstate jsme normální (1981) - masseur Zdenek Beznoska
- Kazdému jeho nebe (1981) - séf cinohry Národního divadla dr. Pilar
- Hadí jed (1981) - Jan Veselý
- Malý velký hokejista (1982) - Hájek
- Má láska s Jakubem (1982) - Tomsovský
- Sileny kankan (1983) - halicský smelinár Milan Scholef
- Andel s dáblem v tele (1984) - poslanec Rudolf Nikodým
- Atomová katedrála (1985) - Chairman Milý
- Polocas stestí (1985) - Ondrej Bozdech
- Tisnove volani (1985) - porucík Josef Kabát
- Mravenci nesou smrt (1986) - podplukovnik VB Korán
- Velká filmová loupez (1986)
- Dva na koni, jeden na oslu (1987) - Mátoha
- Pesti ve tme (1987) - Krakowski
- Evropa tancila valcik (1989) - Franz Ferdinand d'Este
- Kanarska spojka (1993) - Aron
- Jak chutná smrt (1995) - Vlach
- Das Zauberbuch (1996) - King (voce)
- Pasáz (1997) - Krystof
- Polojasno (1999)
- Isabela, vévodkyne Bourbonská (1999) - Karel IV
- Cizinci v case (2000)
- Andělská tvář⁠(d) (2002) - Judge Pinaud
- Lesní chodci (2003) - Investigator
- Baronul Roșu (2008) - Paul von Hindenburg (ultimul rol de film)